# Narcyz Jankowski
Narcyz Jankowski (ur. 1827, zm. 14 kwietnia 1910) – polski spiskowiec, organizator niepodległościowych kółek konspiracyjnych.

## Życiorys

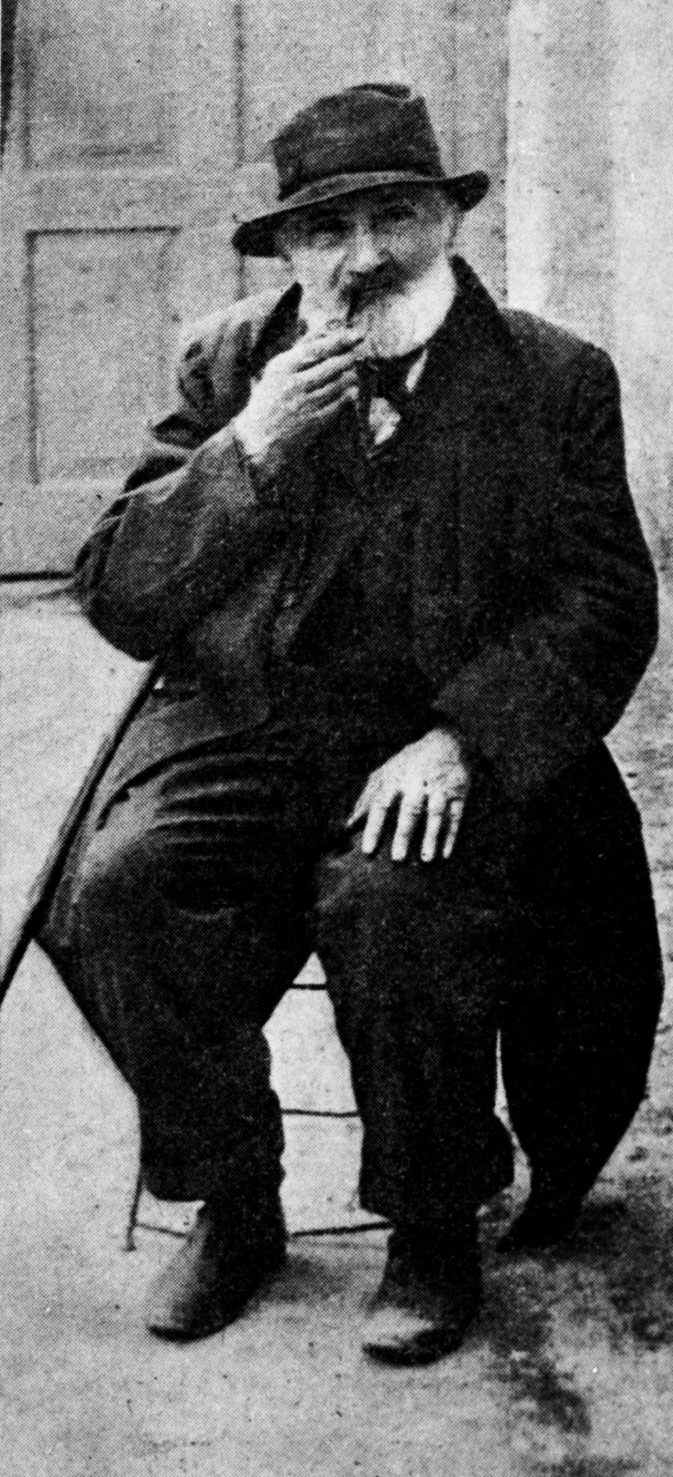
Narcyz Jankowski

Narcyz Jankowski urodził się w 1827 na Ukrainie. Pochodził z polskiej rodziny ziemiańskiej osiadłej na  Kijowszczyźnie. W młodości służył w armii carskiej. Brał udział w wojnie krymskiej, gdzie walczył jako oficer kawalerii w randze porucznika. Po zakończeniu wojny, 27 stycznia 1857 złożył dymisję. W Kijowie należał do konspiracyjnego Związku Trojnickiego. Według policji carskiej miał być założycielem tej organizacji niepodległościowej, ale nie potwierdzają tego polskie źródła historyczne.
W 1858 sprzedał majątek rodzinny i w maju przybył do Warszawy, gdzie zaangażował się w pracę konspiracyjną. Tworzył tajne kółka niepodległościowe, w czerwcu było już ich 4: w Szkole Sztuk Pięknych, w  Marymoncie i dwa w Akademii Medyko-Chirurgicznej. Integrował młodzież akademicką wokół idei walki powstańczej, nie szczędził przy tym na te cele swoich prywatnych funduszy. Majewski w zeznaniach  przed carską policją opisywał go tak:
Narcyz Jankowski  właściciel ziemski z Ukrainy, sprzedał tam wszystko i grosz poświęcił na dobro młodzieży, książki, oświatę i cele dobroczynne. Był cały uczuciem tylko, w rozumowania się nie wdawał mówiąc: ,,Bagnet nas gniecie, chwytajmy za bagnet i kosę i wypędzajmy wrogów…”. Oto cała istota jego. Jako wojskowy i kawalerzysta wprowadził między młodzież warszawską tradycję dawną szlachecką, niejako kozacką. Uczył się i innych historii Polski, wojen naszych, jeździć konno robić bronią, strzelać do celu i od razu chciał tworzyć sprzysiężenie zbrojne i zaraz powstanie(…..) W życiu prywatnym jak najpoczciwsza dusza.
Jankowski chciał przyciągnąć do powstania masy chłopskie poprzez uwłaszczenie. Dyskutowano o tym w jego kołach, ale bezpośredniej agitacji na wsi nie prowadzono. Dążył do wzburzenia ludności miejskiej antyrosyjskimi wystąpieniami. To ludzie z jego kręgów zorganizowali pierwsze publiczne manifestacje w Warszawie.
Jankowski razem z Karolem Majewskim próbowali jednoczyć propowstańcze organizacje niepodległościowe, utworzyli komitet, którego zadaniem była koordynacja przygotowań powstańczych. Współpracował z Ludwikiem Mierosławskim. 10 maja 1860 przyjechał do Krakowa, gdzie odbył szereg spotkań z młodzieżą akademicką. Na początku czerwca wyjechał do Paryża, przebywał tam około 6 tygodni, spotkał się m.in. z Mierosławskim i Elżanowskim.
30 lipca 1860 został aresztowany przez policję austriacką na granicznej stacji kolejowej Szczakowa. Austriacy zarzucali Jankowskiemu organizowanie w Galicji tajnego spisku. W styczniu 1861 został wydany władzom carskim. Osadzono go w Cytadeli w X Pawilonie. Podczas śledztwa nie podjął współpracy, odmawiał wyjaśnień i nikogo nie wydał. Wyparł się nawet swojego nazwiska, twierdził, że nazywa się Malek-Adel (wódz Saracenów z okresu wypraw krzyżowych). Brutalne metody śledcze spowodowały, że myśli mu się poplątały, pozostała jedna tylko, do potęgi natężona, by nikogo nie wskazać.
4 marca został oddany pod sąd wojenny, który skazał go na 2 lata twierdzy. Audytariat polowy wyrok podwyższył do lat 4, chociaż proces był poszlakowy.
Pomimo starań Delegacji Miejskiej o zwolnienie go z więzienia, 16 kwietnia 1861 został przewieziony do Kijowa na dodatkowe śledztwo. Nie zważając na orzeczenia lekarskie stwierdzające chorobę umysłową, wyrok wykonano – został zesłany do Usola na Syberii.
Z zesłania wrócił po 20 latach. Zamieszkał w Kijowie pod opieką swojego brata Leonarda. Zmarł  17 kwietnia 1910 w kijowskim zakładzie dla umysłowo chorych.
Po jego śmierci R. Rogiński napisał w Dzienniku Kijowskim:
(...)Kiedyś, kiedyś gdy naród wzniesie Wam spiżowe pomniki, Twe imię Narcyzie, będzie wypisane złotemi głoskami
w pierwszym szeregu – boś cierpiał za miliony(....).